# Wietse Veenstra
Pour les articles homonymes, voir Veenstra.
Wietse Veenstra, né le 18 février 1946 à Scheemda, est un joueur de football international néerlandais, qui évoluait comme attaquant. Il a été repris huit fois en équipe nationale des Pays-Bas, et a inscrit un but. Il a pris sa retraite sportive en 1979.

## Carrière
Wietse Veenstra commence sa carrière en 1964 aux Go Ahead Eagles. Il devient international en 1968, et après cinq saisons au club de Deventer, il est transféré par le PSV Eindhoven. En 1971, il rejoint le FC Bruges, recruté par le nouvel entraîneur néerlandais Leo Canjels. Il ne reste qu'une saison au club brugeois, puis rejoint le Racing White. Il reste au club après la fusion qui forme le RWDM, et remporte le titre de champion de Belgique en 1975. Un an après ce titre, il quitte le club pour retourner à Bruges, mais cette fois au Cercle. En 1978, le club est relégué en division 2. Il remporte le titre de champion de division 2 en 1979, permettant à l'équipe de retrouver la première division, puis prend sa retraite sportive.

### Palmarès
- 1 fois champion de Belgique en 1975 avec le RWDM.
- 1 fois champion de Belgique de division 2 en 1979 avec le Cercle Bruges.